# IATA kód letiště
IATA kódy se používají pro označení letišť v letových řádech aerolinek, rezervačních systémech, označení zavazadel apod. Tyto kódy přiděluje Mezinárodní asociace leteckých dopravců (IATA, International Air Transport Association).
Kromě kódů podle organizace IATA se v praxi používají také ICAO kódy, které definuje Mezinárodní organizace pro civilní letectví. Takové kódy se používají při řízení letového provozu a možná v budoucnu kódy IATA nahradí.
Kódy IATA nemají (na rozdíl od kódů ICAO) žádnou strukturu a tvoří zpravidla zkratku názvu letiště (nejsou tedy přidělovány nijak systematicky).

## Příklady
V závorce je vždy uveden ICAO kód.
IATA kódy českých letišť:
- BRQ – Letiště Brno-Tuřany (LKTB)
- JCL – Letiště České Budějovice (LKCS), zkratka pro „Jihočeské letiště“
- KLV – Letiště Karlovy Vary (LKKV)
- GTW – Letiště Holešov (LKHO), letiště bylo roku 2009 zrušeno, kód odvozen z jména Gottwaldov
- OLO – Letiště Olomouc (LKOL)
- OSR – Letiště Leoše Janáčka Ostrava (LKMT)
- MKA – Letiště Mariánské Lázně (LKMR)
- PED – Letiště Pardubice (LKPD)
- PRG – Letiště Václava Havla Praha (LKPR), také „Metropolitní oblast pro Prahu“
- VOD – Letiště Vodochody (LKVO)
- PRV – Letiště Přerov (LKPO)
- UHE – Letiště Kunovice (LKKU), podle Uherského Hradiště
- ZBE – Letiště Zábřeh (LKZA)

Kódy IATA jsou vyhrazeny i pro významné železniční stanice, Praha hlavní nádraží užívá kód XYG a Praha-Holešovice XYJ.
Některá zahraniční letiště:
- AAA – Logan County Airport (KAAA)
- AMS – Letiště Schiphol (EHAM)
- BER – Letiště Berlín-Braniborsko
- BKK – Letiště Bangkok-Suvarnabhumi (VTBS)
- BTS – Letiště Bratislava (LZIB)
- CDG – Letiště Charlese de Gaulla v Paříži (LFPG)
- DXB – Letiště Dubaj (OMDB)
- FRA – Letiště Frankfurt (EDDF)
- HKG – Letiště Hong Kong Chek Lap Kok (VHHH)
- JFK – Mezinárodní letiště Johna F. Kennedyho (KJFK)
- LAX – Losangeleské mezinárodní letiště (KLAX)
- LON – londýnská letiště všeobecně
  - LHR – Letiště Heathrow (EGLL)
  - LGW – Letiště London Gatwick (EGKK)
  - STN – Letiště London Stansted (EGSS)
  - LTN – Letiště London Luton (EGGW)
- MOW – moskevská letiště všeobecně
  - SVO – Letiště Moskva-Šeremetěvo (UUEE)
  - DME – Letiště Moskva-Domodědovo (UUDD)
  - VKO – Letiště Moskva-Vnukovo A.N.Tupoleva (UUWW)
  - ZIA – Ramenskoje-Žukovskij (UUBW)
- MUC – Letiště Mnichov (EDDM)
- VIE – Letiště Vídeň-Schwechat (LOWW)